# 邦达鲁瓦
邦达鲁瓦（法語：Bondaroy，法語發音：[bɔ̃daʁwa]）是法国卢瓦雷省的一个市镇，位于该省北部，属于皮蒂维耶区。

## 地理
邦达鲁瓦（48°10'34"N, 2°16'33"E）面积6.94 平方千米，位于法国中央-卢瓦尔河谷大区卢瓦雷省，该省份为法国中北部省份，北起埃松省，西北接厄尔-卢瓦省，西南接卢瓦-谢尔省，南至涅夫勒省和谢尔省，东临约讷省，东北接塞纳-马恩省。
与邦达鲁瓦接壤的市镇（或旧市镇、城区）包括：马尔桑维利耶、达东维尔、埃斯图伊、皮蒂维耶。

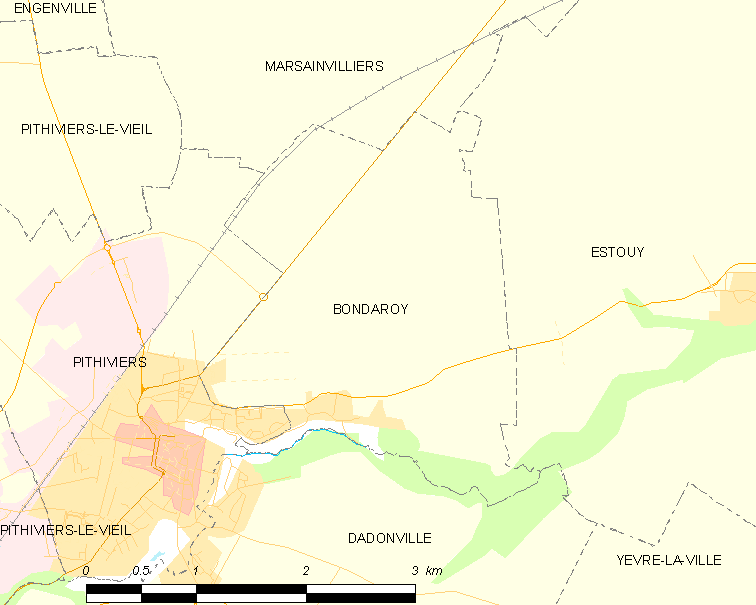
邦达鲁瓦的OSM定位图

邦达鲁瓦的时区为UTC+01:00、UTC+02:00（夏令时）。

## 行政
邦达鲁瓦的邮政编码为45300，INSEE市镇编码为45038。

## 政治
邦达鲁瓦所属的省级选区为勒马勒塞布瓦县。

## 人口

1962-2008年间邦达鲁瓦人口变化图示

邦达鲁瓦于2022年1月1日时的人口数量为414人。